# Свети земи
Светите земи (на иврит: ‏ארץ הקודש‎, Éreẓ haQodeš; на латински: Terra Sancta; на гръцки: Άγιοι Τόποι, Agioi Topoi; на арабски: ‏الأرض المقدسة‎, al-Arḍu l-Muqaddasa) са историко-географска област в Близкия Изток, обхващаща приблизително териториите между Средиземно море и река Йордан. В тази област се развиват голяма част от събитията в Библията, поради което в нея има множество места, смятани за свещени от евреи, християни и мюсюлмани.